# Dalibor Bagarić
Dalibor Bagarić (nacido el 7 de febrero de 1980 en Múnich, Alemania) es un exjugador croata de baloncesto, aunque nacido en Alemania, que disputó 19 temporadas como profesional, tres de ellas en los Chicago Bulls de la NBA. Con 2,16 metros de estatura, jugaba en la posición de pívot.

## Trayectoria deportiva

### Inicios
Bagarić pasó parte de su infancia en Múnich, hasta irse a Croacia, su país de origen. Allí pasó tres temporadas entre Benston Zagreb y Cibona Zagreb. En 1998 logró la medalla de plata en el Europeo junior, mientras que un año después se alzó con la medalla de bronce en el Mundial junior. Con el Cibona promedió 6,8 puntos y 4,9 rebotes saliendo desde el banquillo. En el Benston promedió 18,3 puntos y 10,4 rebotes en el Benston Zagreb antes de iniciar su aventura en la NBA. 

### NBA
Chicago Bulls eligió al corpulento pívot en el puesto 24 del Draft de la NBA de 2000. Primero Elton Brand y Marcus Fizer en la temporada 2000-01 y luego Eddy Curry y Tyson Chandler en las dos siguientes, impidieron a Dalibor contar con minutos en la liga. Su temporada más destacada fue la temporada 2002-03 con 3,7 puntos y 3,2 rebotes en casi trece minutos por encuentro.

### Europa
Acabado su contrato con los Bulls, regresó a Europa en 2003 para jugar en el Olympiacos de Grecia. En 2004 se marchó al Fortitudo Bologna italiano. Allí permaneció hasta 2006, año en que fichó por el CB Girona de la ACB. En septiembre de 2007 regresó a al Fortitudo Bologna y dos temporadas después regresaría a la Cibona Zagreb.
Rechazó ir a la Selección de baloncesto de Croacia para el Eurobasket 2007 después de tener problemas con el seleccionador Jasmin Repeša un verano antes, en el que el pívot dejó la concentración del equipo croata.
La campaña 2010/11 la comenzó en el KK Dubrava Zagreb (13.6 puntos y 11.6 rebotes de media) para fichar por el Marousi en diciembre y acaba con el equipo heleno la campaña. En la liga griega promedió 12.2 puntos, 8.2 rebotes (3.er mejor reboteador de la competición)  y 1.9 tapones (máximo taponador de la liga).
En la temporada 2011/12 regresa a España para jugar en el CB Valladolid. Tras su bajo rendimiento en el club morado, el jugador croata fue dado de baja y fichó por el KK Cedevita Zagreb.

#### Estadísticas

##### Temporada regular
| Temp.   | Edad | Equipo  | Liga | P  | TIT | MIN  | TC  | TCA | %TC  | 3P  | 3PA | %3P  | TL  | TLA | %TL  | R.OF. | R.DEF. | REB | ASIS | ROB | TAP | PER | FP  | PTS |
| 2000-01 | 20   | Chicago | NBA  | 35 | 0   | 7.4  | 0.5 | 1.9 | .262 | 0.0 | 0.0 | .000 | 0.4 | 0.8 | .464 | 0.6   | 1.0    | 1.6 | 0.3  | 0.3 | 0.5 | 0.6 | 1.3 | 1.3 |
| 2001-02 | 21   | Chicago | NBA  | 50 | 0   | 12.8 | 1.4 | 3.6 | .404 | 0.0 | 0.0 | .000 | 0.8 | 1.4 | .586 | 1.1   | 2.1    | 3.2 | 0.5  | 0.3 | 0.5 | 0.9 | 2.2 | 3.7 |
| 2002-03 | 22   | Chicago | NBA  | 10 | 0   | 7.6  | 0.8 | 2.6 | .308 | 0.0 | 0.0 |      | 0.3 | 0.4 | .750 | 0.7   | 1.3    | 2.0 | 0.4  | 0.3 | 0.3 | 0.5 | 1.1 | 1.9 |
| Carrera |      |         | NBA  | 95 | 0   | 10.2 | 1.0 | 2.8 | .361 | 0.0 | 0.0 | .000 | 0.6 | 1.1 | .559 | 0.9   | 1.6    | 2.5 | 0.4  | 0.3 | 0.5 | 0.8 | 1.7 | 2.6 |